# Solenopsis wagneri
Solenopsis wagneri é uma espécie de formiga do gênero Solenopsis, pertencente à subfamília Myrmicinae.